# Los Angeles Film Critics Association Award du meilleur acteur dans un second rôle
Le Los Angeles Film Critics Association Award du meilleur acteur dans un second rôle (LAFCA for Best Supporting Actor) est une récompense cinématographique américaine décernée par la Los Angeles Film Critics Association depuis 1977 au cours de la cérémonie annuelle des LAFCA Awards.

## Palmarès
Note : le vainqueur de chaque année est indiqué en premier et en gras, les autres nommés si mentionnés sont indiqués en dessous.

### Années 1970
- 1977 : Jason Robards pour son rôle de Dashiell Hammett dans Julia
- 1978 : Robert Morley pour son rôle dans La Grande Cuisine (Who Is Killing the Great Chefs of Europe?)
  - Christopher Walken pour son rôle dans Voyage au bout de l'enfer (The Deer Hunter)
  - Richard Farnsworth pour son rôle dans Le Souffle de la tempête (Comes a Horseman)
- 1979 : Melvyn Douglas pour ses rôles dans Bienvenue, mister Chance (Being There) et La Vie privée d'un sénateur (The Seduction of Joe Tynan)

### Années 1980
- 1980 : Timothy Hutton pour son rôle dans Des gens comme les autres (Ordinary People)
  - Joe Pesci pour son rôle dans Raging Bull
- 1981 : John Gielgud pour son rôle dans Arthur
  - Jack Nicholson pour son rôle dans Reds
- 1982 : John Lithgow pour son rôle dans Le Monde selon Garp (The World According to Garp)
  - James Mason pour son rôle dans Le Verdict (The Verdict)
- 1983 : Jack Nicholson pour son rôle dans Tendres Passions (Terms of Endearment)
  - John Lithgow pour ses rôles dans Tendres Passions (Terms of Endearment) et La Quatrième Dimension (Twilight Zone: The Movie)
- 1984 : Adolph Caesar pour son rôle dans A Soldier's Story
  - John Malkovich pour ses rôles dans Les Saisons du cœur (Places in the Heart) et La Déchirure (The Killing Fields)
- 1985 : John Gielgud pour ses rôles dans Plenty et La Partie de chasse (The Shooting Party)
  - William Hickey pour son rôle dans L'Honneur des Prizzi (Prizzi's Honor)
- 1986 : Dennis Hopper pour ses rôles dans Blue Velvet et Le Grand Défi (Hoosiers)
  - Michael Caine pour ses rôles dans Hannah et ses sœurs (Hannah and Her Sisters) et Mona Lisa
- 1987 : Morgan Freeman pour son rôle dans La Rue (Street Smart)
- Sean Connery pour son rôle dans Les Incorruptibles (The Untouchables)
- 1988 : Alec Guinness pour son rôle dans La Petite Dorrit (Little Dorrit)
  - Martin Landau pour son rôle dans Tucker (Tucker: The Man and His Dream)
- 1989 :
- Danny Aiello pour son rôle dans Do the Right Thing
  - Martin Landau pour son rôle dans Crimes et Délits (Crimes and Misdemeanors)

### Années 1990
- 1990 : Joe Pesci pour son rôle dans Les Affranchis (Goodfellas)
  - Bruce Davison pour son rôle dans Un compagnon de longue date (Longtime Companion)
- 1991 : Michael Lerner pour son rôle dans Barton Fink
  - Robert Duvall pour son rôle dans Rambling Rose
- 1992 : Gene Hackman pour son rôle dans Maris et Femmes (Husbands and Wives)
  - Sydney Pollack pour ses rôles dans Maris et Femmes (Husbands and Wives), The Player et La mort vous va si bien (Death Becomes Her)
- 1993 : Tommy Lee Jones pour son rôle dans Le Fugitif (The Fugitive)
- Ralph Fiennes pour son rôle dans La Liste de Schindler (Schindler's List)
- 1994 : Martin Landau pour son rôle dans Ed Wood
- 1995 : Don Cheadle pour son rôle dans Le Diable en robe bleue (Devil in a Blue Dress)
  - Kevin Spacey pour ses rôles dans Seven (Se7en), Alerte ! (Outbreak), Usual Suspects (The Usual Suspects) et Swimming with Sharks
- 1996 : Edward Norton pour ses rôles dans Tout le monde dit I Love You (Everyone Says I Love You), Larry Flint (The People VS. Larry Flynt) et Peur primale (Primal Fear)
  - Armin Mueller-Stahl pour son rôle dans Shine
- 1997 : Burt Reynolds pour son rôle dans Boogie Nights
  - Kevin Spacey pour son rôle dans L.A. Confidential
- 1998 : Bill Murray pour ses rôles dans Sexcrimes (Wild Things) et Rushmore
  - Billy Bob Thornton pour son rôle dans Un plan simple (A Simple Plan)
- 1999 : Christopher Plummer pour son rôle dans Révélations (The Insider)
  - John Malkovich pour son rôle dans Dans la peau de John Malkovich (Being John Malkovich)

### Années 2000
- 2000 : Willem Dafoe pour son rôle dans L'Ombre du vampire (Shadow of the Vampires)
  - Benicio Del Toro pour son rôle dans Traffic
- 2001 : Jim Broadbent pour ses rôles dans Iris et Moulin Rouge (Moulin Rouge!)
  - Ben Kingsley pour son rôle dans Sexy Beast
- 2002 : Chris Cooper pour son rôle dans Adaptation (Adaptation.)
  - Christopher Walken pour son rôle dans Arrête-moi si tu peux (Catch Me If You Can)
- 2003 : Bill Nighy pour ses rôles dans AKA, Lawless Heart, Love Actually et Rose et Cassandra (I Capture the Castle)
  - Benicio del Toro pour son rôle dans 21 Grammes (21 Grams)
- 2004 : Thomas Haden Church pour son rôle dans Sideways
  - Morgan Freeman pour son rôle dans Million Dollar Baby
- 2005 : William Hurt pour son rôle dans A History of Violence
  - Frank Langella pour son rôle dans Good Night and Good Luck
- 2006 : Michael Sheen pour son rôle dans The Queen
  - Sergi López pour son rôle dans Le Labyrinthe de Pan (El laberinto del fauno)
- 2007 : Vlad Ivanov pour le rôle de Domnu' Bebe dans 4 mois, 3 semaines, 2 jours (4 luni, 3 săptămâni și 2 zile)
  - Hal Holbrook pour le rôle de Ron Franz dans Into the Wild
- 2008 : Heath Ledger pour le rôle du Joker dans The Dark Knight : Le Chevalier noir (The Dark Knight)
  - Eddie Marsan pour le rôle de Scott, l'acariâtre moniteur d'auto-école dans Be Happy
- 2009 : Christoph Waltz pour le rôle du colonel Hans Landa dans Inglourious Basterds
  - Peter Capaldi pour le rôle de Malcolm Tucker dans In the Loop

### Années 2010
- 2010 : Niels Arestrup pour le rôle de César Luciani dans Un prophète
  - Geoffrey Rush pour le rôle de Lionel Logue dans Le Discours d'un roi (The King's Speech)
- 2011 : Christopher Plummer pour le rôle de Hal dans Beginners
  - Patton Oswalt pour le rôle de Matt Freehauf dans Young Adult
- 2012 : Dwight Henry pour le rôle de Wink dans Les Bêtes du sud sauvage (Beasts of the Southern Wild)
  - Christoph Waltz pour le rôle du Dr King Schultz dans Django Unchained
- 2013 : (ex æquo)
- James Franco pour le rôle d'Alien dans Spring Breakers
- Jared Leto pour le rôle de Rayon dans Dallas Buyers Club
- 2014 : J.K. Simmons pour le rôle de Terence Fletcher dans Whiplash
  - Edward Norton pour le rôle de Mike Shiner dans Birdman